# Giardini Vaticani
I Giardini Vaticani occupano 0,23 (23 ettari) degli 0,44 km² della Città del Vaticano e si estendono da sud a nord-ovest del piccolo stato. I Musei Vaticani li separano dalla zona nord, in cui risiedono le banche, il giornale e i Palazzi Apostolici dove abita il Pontefice.

## Origini e sviluppo

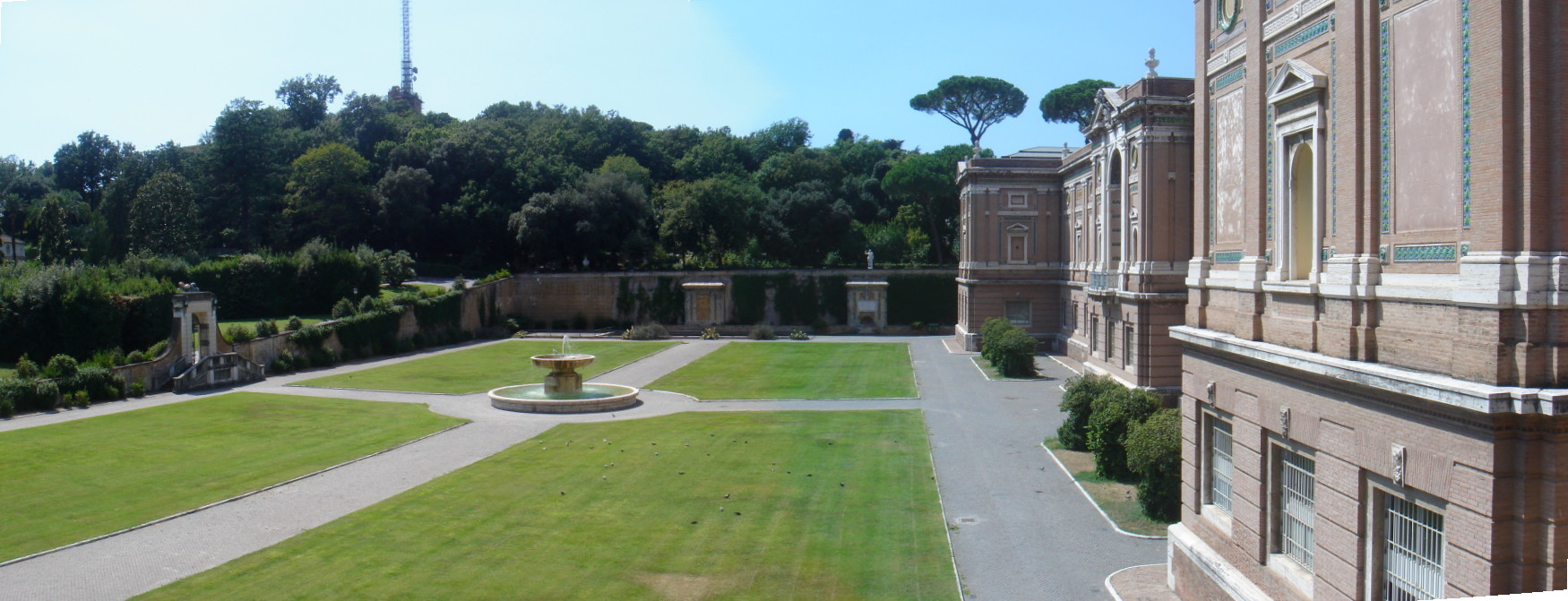
Veduta dai Musei Vaticani, con l'antenna della radio vaticana

I giardini sono il luogo di riposo e di meditazione del Romano Pontefice sin dal 1279, quando papa Niccolò III (Giovanni Gaetano Orsini, 1277-1280) edificò un edificio solenne sul colle Vaticano, cioè vicino alla Basilica di San Pietro, dove poi trasferì definitivamente la residenza del pontefice.
All'interno delle nuove mura, che fece erigere a difesa della sua residenza, il Papa fece impiantare un frutteto (pomerium), un prato (pratellum) e un vero e proprio giardino (viridarium); questo primo nucleo sorse nei pressi del colle di Sant'Egidio, dove oggi si trova il Palazzetto del Belvedere ed i Cortili dei Musei Vaticani.
Il periodo di maggiore sviluppo architettonico dei Giardini è comunque tra il Cinquecento e il Seicento, quando vi lavorano artisti e architetti come Donato Bramante e Pirro Ligorio (sua è la Casina di Pio IV), oltre a pittori e incisori che ritraggono la bellezza del luogo, tra i quali Antonio Tempesta, Giovanni Maggi e Giovanni Battista Falda.
La cultura, l'arte e la filosofia rinascimentale influenzano i giardini non solo attraverso l'architettura stessa, ma anche con la costruzione di fontane, statue e tempietti.
Nel 1921 divampò un furioso incendio all'interno del sacello del santuario della Santa Casa di Loreto che incenerì la famosa statua della Madonna Nera. Venne subito rifatta per volere di papa Pio XI utilizzando il legno di un cedro del Libano proveniente dai Giardini Vaticani. La scultura, modellata da Enrico Quattrini ed eseguita e dipinta da Leopoldo Celani, è quella ancor oggi venerata nella basilica di Loreto, nelle Marche.
Alcune opere, spesso collocate in zone di sottobosco, subiscono danni da microrganismi che alterano colore e struttura, trasformando il materiale inorganico. Per questo, si applicano trattamenti biocidi ecocompatibili, sostituendo metodi chimici tossici con prodotti naturali a base di oli essenziali di origano (Origanum vulgare), timo (Thymus vulgaris) e altre piante per pulitura e protezione. Queste soluzioni, meno invasive, garantiscono sicurezza per l’ambiente e gli operatori, grazie alla bassa tossicità e alla rapida volatilizzazione.

## Descrizione
Molte sono le testimonianze storico-artistiche rinvenibili nei giardini: dagli stessi giardini sono ancora visibili, ad esempio, le antiche Mura leonine in due tratti, quello più antico vicino alla Palazzina della Zecca, in prossimità della Fontana del Sacramento (detta anche delle Torri) e l'altro tratto, restaurato da Niccolò V, visibile sul colle insieme alle due grandiose torri circolari, dette torre della Radio e Torre Gregoriana; quest'ultima sarà il luogo usato da Leone XIII per l'edificazione di una palazzina adibita a residenza estiva che poi, trasformata, diventerà (nel 1891) la sede della Specola Vaticana, grazie all'apposito motu proprio Ut mysticam dello stesso Leone XIII. 

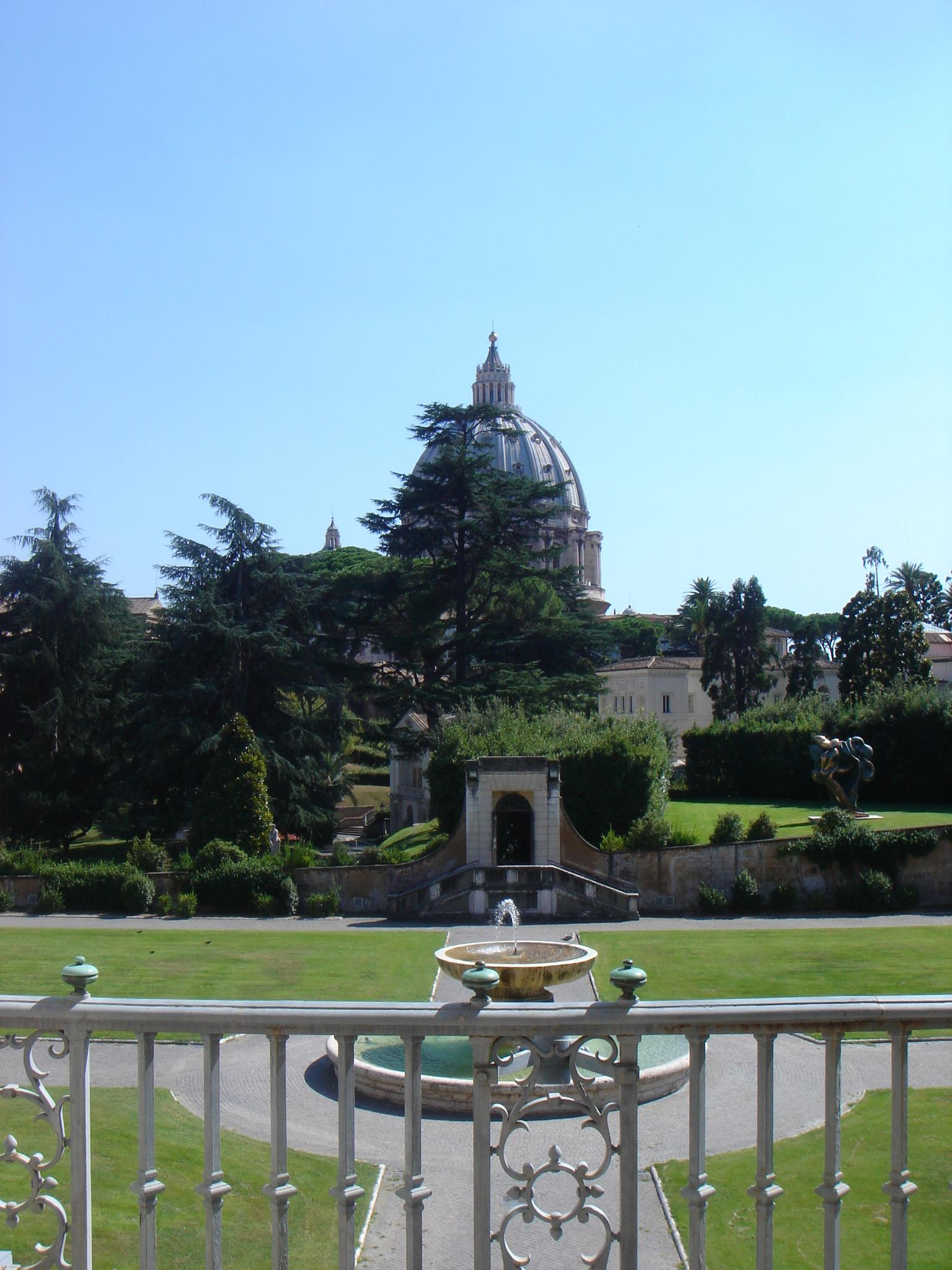
Veduta dai Musei Vaticani

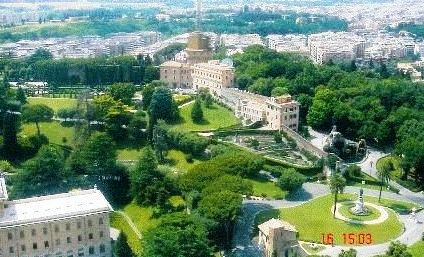
I Giardini visti dalla cupola di San Pietro

Molte sono anche le fontane, fra le quali quella della Galera, risultato di tre secoli di elaborazioni e cambiamenti. Un galeone spara getti d'acqua dai suoi cannoni, e papa Urbano VIII lo celebrò con un distico latino: “Bellica Pontificem non fundit machina flammas/Sed dulcem belli qua perit ignis aquam” (La macchina da guerra dei papi non spara fiamme, bensì la dolce acqua che della guerra spegne il fuoco).
Anche notevole è la fontana dell'Aquila: “vera e propria mostra dell'Acqua Paola a Roma, destinata a fare da pendant all'altra grande mostra, cioè al Fontanone del Gianicolo” (G. Morelli, Giardini Vaticani).
Nei Giardini si trovano, oltre alle Mura, alle Casine e ai giochi d'acqua, anche tempietti, santuari e grotte dedicate alla Madonna, ad esempio quella dedicata alla Madonna della Guardia (1917) eretta dal genovese papa Benedetto XV, o la riproduzione della Grotta di Lourdes edificata nel 1902, dove si conclude il mese Mariano con la suggestiva processione “Aux Flambeaux”.

## Sedi istituzionali
I Giardini che sono composti di varie zone (Giardino all'italiana, Giardino all'inglese, Orto del Papa) sono anche sede di uffici statali, come il Palazzo del Governatorato e il Tribunale di Stato, della direzione della radio statale (Radio Vaticana), della Stazione ferroviaria Vaticana e dell'ex Specola Vaticana.
Inoltre nei Giardini è presente l'eliporto, il Collegio Etiopico e il Monastero Mater Ecclesiae.